# Mikojan-Gurewitsch Je-152
Mikojan-Gurewitsch Je-152 (russisch Микоян-Гуревич Е-152, NATO-Codename: Flipper) bezeichnet eine Reihe sowjetischer Versuchsjagdflugzeuge. Ein als Je-166 bezeichnetes Modell dieser Serie stellte von 1961 bis 1962 drei Geschwindigkeits- bzw. Höhenweltrekorde auf.

## Geschichte
Ende der 1950er Jahre entwarf das OKB Mikojan-Gurewitsch mit der Je-150 ein einsitziges allwetterfähiges Jagdflugzeug zur Bekämpfung hochfliegender Überschallbomber. Dieser Deltaflügler mit einem Tumanski R-15-Triebwerk erhielt eine reine Raketenbewaffnung und experimentierte mit für den damaligen Flugzeugbau neuen Werkstoffen wie Titan, die man für den vorgesehenen hohen Geschwindigkeitsbereich als notwendig erachtete. Auf dieser Basis wurde schließlich die Je-152 entwickelt. Das Flugzeug war als freitragender Mitteldecker mit Deltaflügeln konzipiert. Das Tragwerk wurde von der Je-150 übernommen, deren Rumpf verlängert und mit einer „Wespentaille“ versehen.
Der erste Prototyp Je-152A erhielt als Antrieb zwei Strahltriebwerke Tumanski R-11F-300 mit je 38,02 kN Schub. Um Platz für die Triebwerke zu schaffen, wurde der Rumpf verlängert und im Heck verbreitert. Den Erstflug führte Georgi Mossolow am 10. Juli 1959 durch. Die Flugerprobung wurde abwechselnd von Mossolow und Alexander Fedotow bis zum November 1960 durchgeführt. Dabei konnte in einer Höhe von 20.000 Metern 2500 km/h Höchstgeschwindigkeit erreicht werden. 1961 wurde die Je-152A in Moskau-Tuschino der Öffentlichkeit vorgestellt. Sie diente weiterhin als Erprobungsträger, bis sie am 29. Januar 1965 durch einen Absturz zerstört wurde, bei dem der Pilot I. Krawzow den Tod fand.
Als zweites Muster erschien die einstrahlige Je-152-1, die anfangs das gleiche Triebwerk wie die Je-150 hatte und später mit verschiedenen Triebwerkstypen getestet wurde. Der Erstflug war am 21. April 1961. Mit diesem Muster wurden folgende Weltrekorde aufgestellt:
- am 7. Oktober 1961 ein Geschwindigkeitsrekord auf einer geschlossenen 100-km-Strecke (2401 km/h, Pilot Alexander Fedotow)[1]
- am 7. Juli 1962 ein Geschwindigkeitsrekord auf einer geraden Strecke von 15/25 km (2681 km/h, Pilot Georgi Mossolow)[2]
- am 11. September 1962 ein Höhenweltrekord (22.670 m Höhe im Horizontalflug, Pilot Pjotr Ostapenko).[3]

Eine als Je-152-2 bezeichnete Maschine sollte für Tests mit neuen Waffensystemen Verwendung finden und flog erstmals am 21. September 1961. Wegen der Unzuverlässigkeit des R-15-300-Triebwerks wurden die Versuche im Juni 1962 eingestellt.
Als letztes Flugzeug der Je-152-Reihe entstand durch Modifizierung der beiden einstrahligen Maschinen die Je-152M mit größerem Kraftstoffvorrat. Sie erhielt ein im Stoßwellendiffusor untergebrachtes Radar großer Reichweite. Mit ihr wurde das R-15B-300-Triebwerk getestet. Sie wurde im Juli 1967 auf der Luftfahrtschau in Domodedowo der Öffentlichkeit als Je-166 präsentiert, obwohl das eigentliche Flugzeug mit dieser Bezeichnung die Je-152-1 war. Das ist auf die Geheimhaltung zurückzuführen, die die Sowjetunion während des Kalten Krieges betrieb.
Ein als Je-152P bezeichnetes und mit Canards ausgestattetes Projekt wurde nicht mehr verwirklicht.
Die zunächst vorgesehene Serienfertigung unterblieb, da die vorhandenen Abfangjäger als noch ausreichend angesehen wurden bzw. andere Jägerprogramme schon weiter fortgeschritten waren. Daher verkaufte die Sowjetunion die Konstruktionsunterlagen nach China, wo die Je-152M die Grundlage der von 1968 bis Anfang der 1980er-Jahre in Serie gefertigten Shenyang J-8 bildete.

## Technische Daten

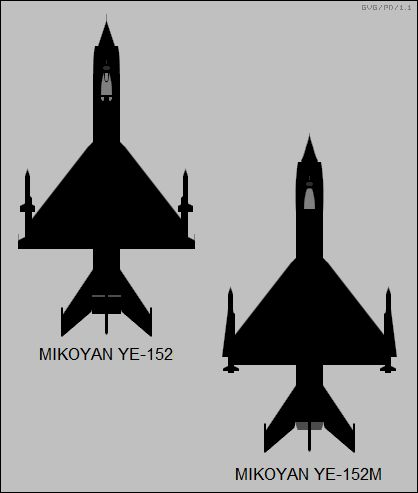
Umriss der Je-152 und Je-152M

| Kenngröße             | Je-152A                                                | Je-152-1                                           | Je-152M                                                | | MiG-21F (Erzeugnis 72) / MiG-21F13 (Erzeugnis 74) |
| --------------------- | ------------------------------------------------------ | -------------------------------------------------- | ------------------------------------------------------ | --- | ------------------------------------------------- |
| Besatzung             | 1                                                      | 1                                                  | 1                                                      | 1 |                                                   |
| Länge                 | 19,00 m                                                | 19,66 m                                            | 19,80 m                                                | 15,76 m |                                                   |
| Spannweite            | 8,49 m                                                 | 8,79 m                                             | 8,97 m                                                 | 7,15 m |                                                   |
| Flügelfläche          | 34,02 m²                                               | 40,02 m²                                           | 28,20 m²                                               | 22,95 m² |                                                   |
| Flügelstreckung       | 2,1                                                    | 1,9                                                | 2,9                                                    | 2,23 |                                                   |
| Startmasse            | 12.500 kg                                              | 14.350 kg                                          | 14.500 kg                                              | 8625 kg (max.) |                                                   |
| Höchstgeschwindigkeit | 2135 km/h in 13.700 m Höhe 2500 km/h in 20.000 m Höhe  | 2650 km/h in 16.200 m Höhe                         | 2500 km/h in 20.000 m Höhe                             | 2125 km/h in 12.500 m Höhe |                                                   |
| Steigzeit             | 1,48 min auf 10.000 m Höhe 7,64 min auf 20.000 m Höhe  | 4,4 min auf 15.000 m Höhe                          |                                                        | |                                                   |
| Gipfelhöhe            | 19.800 m                                               | 22.680 m                                           | 21.000 m                                               | 17.500 m |                                                   |
| Reichweite            |                                                        |                                                    | 2300 km                                                | maximal 1640 km |                                                   |
| Triebwerke            | zwei R-11F-300 (je 38,02 kN, mit Nachbrenner 56,25 kN) | ein R-15F-300 (67,03 kN, mit Nachbrenner 100,5 kN) | zwei R-11F-300 (je 38,02 kN, mit Nachbrenner 56,25 kN) | ein Turbojet Tumanski R-11F-300 (für NVA) (38,2 kN, mit Nachbrenner 53,4 kN) |                                                   |
| Bewaffnung            | 2 Lenkraketen                                          | 2 Lenkraketen                                      | 2 Lenkraketen                                          | MiG-21F13 (Erzeugnis 74): Maschinenkanone, Luft-Luft-Lenkflugkörper, Ungelenkte Raketen, Freifallbomben, abwerfbarer Zusatztank siehe Bewaffnungsoptionen MiG-21F-13 (Erzeugnis 74) |                                                   |